# New South Wales Open 1993 - Doppio femminile
Il doppio femminile  del torneo di tennis New South Wales Open 1993, facente parte del WTA Tour 1993, ha avuto come vincitrici Pam Shriver e Elizabeth Smylie che hanno battuto in finale Lori McNeil e Rennae Stubbs con il punteggio di 7–6 6–2.

## Teste di serie
1. Assente
2. Mary Joe Fernández /  Zina Garrison (primo turno)

1. Lori McNeil /  Rennae Stubbs (finale)
2. Jill Hetherington /  Kathy Rinaldi (primo turno)

## Tabellone

### Legenda
| - Q = Qualificato - WC = Wild card - LL = Lucky loser | - ALT = Alternate - SE = Special Exempt - PR = Protected Ranking | - w/o = Walkover - r = Ritirato - d = Squalificato |